# Афонсу II (маніконго)
Афонсу II (порт. Afonso II) або Нзінґа Мвемба (кон. Nzinga Mwemba; 1472 — 1 грудня 1561) — десятий маніконго центральноафриканського королівства Конго.
Про Афонсу II та його правління відомо вкрай мало. Імовірно, він був позашлюбним сином Діогу I. Останній розірвав відносини з Португалією, й Афонсу підтримував політику свого батька, що не влаштовувало португальців, тому вони організували змову з метою вбивства короля. Невдовзі після сходження на трон Афонсу II було вбито, а престол зайняв його брат Бернарду I. Однак політика щодо португальців не змінилась, а навіть стала жорсткішою.